# 봉선사
봉선사(奉先寺)는 경기도 남양주시 진접읍에 있는 대한불교 조계종 소속 사찰이다. 대한불교 조계종 제25교구 본사이기도 하다.

## 개요
고려 광종 20년인 969년에 승려 탄문이 운악산 자락에 절을 창건하고 운악사라고 부른 것이 봉선사의 전신이라고 전해진다.
봉선사로 이름을 바꾼 것은 조선 예종 때인 1469년이다. 왕의 어머니인 정희대비가 죽은 남편 세조의 능을 운악산으로 이장하여 광릉이라하고, 이 절을 세조의 명복을 비는 사찰로 삼아 '선왕을 받든다'는 뜻으로 봉선사라는 이름을 붙였다. 예종은 친필 현판을 하사하기도 했다. 1551년에는 교종의 으뜸 사찰로 지정되는 등 사세가 번창했다.
임진왜란과 병자호란 때 소실된 것을 1637년에 복구했으나, 한국 전쟁으로 또다시 전소되어 현대에 복원한 건물이 남아 있다.
일제강점기에 대한민국 임시정부 국무위원을 역임한 태허(운암 김성숙)스님, 운허스님이 머물렀고, 운허의 친척 형이 되는 이광수도 은거한 일이 있다. 이 때문에 이광수 기념비가 절 입구에 세워져 있다.

## 문화재 지정
- 남양주 봉선사 동종 - 보물 제397호
- 남양주 봉선사 비로자나삼신괘불도 - 보물 제1792호
- 남양주 봉선사 목조불좌상 - 경기도 문화재자료 제163호
- 남양주 봉선사 칠성도 - 경기도 문화재자료 제164호
- 남양주 봉선사 독성도 - 경기도 문화재자료 제165호
- 남양주 봉선사 큰법당 - 등록문화재 제522호

## 큰법당
봉선사의 대웅전 건물의 현판은 다른 사찰과 다르게 한글로 '큰법당'이라고 쓰여 있다. 그리고 기둥에 걸린 주련도 모두 한글이다. 이 현판과 주련의 글씨는 서예가인 봉화금씨 운봉(雲峯) 금인석(琴仁錫: 1921~1992)의 작품이다. 우리나라 불교대중화를 위해 앞장섰던 운허스님이 서예가 금인석에게 청하여 쓴 것이다.

## 같이 보기
- 수종사
- 운악산

## 참고 자료
- “봉선사의 역사”. 봉선사. 2016년 3월 6일에 원본 문서에서 보존된 문서. 2008년 5월 5일에 확인함.
- 김정봉 (2003년 6월 19일). “수목원 길 끝에 자리한 봉선사”. 오마이뉴스. 2008년 5월 5일에 확인함.